# Стадіо Альберто Бралья
Стадіо Альберто Бралья (італ. Stadio Alberto Braglia) — багатофункціональний спортивний комплекс у місті Модена, Італія. Це — домашня арена для футбольного клубу «Модена», 3 2008 по 2013 домашні матчі там проводило «Сассуоло», а з 2015 проводить «Карпі». Стадіон було відкрито 1936 року і названо на честь відомого італійського гімнаста, першого олімпійського чемпіона Італії Альберто Бралья.
Стадіон носить ім'я легендарного італійського спортовця, чемпіона й призера численних змагань, тричі володаря золотих нагород Олімпіад, а також в послідуючому тренера й упорядника гімнастичної збірної Італії. Він є головною спорудою муніципалітету, на ньому проводилися матчі чемпіонату Італії серії «А», «Б» та «С». Це домашня арена футбольної команди «Модена», також інші команди муніципалітету використовують її в часи визначальних матчів чи реконструкцій їх арен.
На стадіоні проводяться численні муніципальні акції, а також концерти, фестивалі. Так на ньому відбувалися всесвітні тури:
- музичної групи U2 (протягом двох ночей поспіль) — 29-30 травня 1987 року в рамках туру «The Joshua Tree».
- музичної групи Pink Floyd (протягом двох ночей поспіль) — 8-9 липня 1988 року в рамках туру «A Momentary Lapse of Reason».